# صماقو
صماقو یا ساماکوف شهری در استان صوفیه کشور بلغارستان است که جمعیت آن در سال ۲۰۰۱ میلادی ۲۷٬۶۶۴ نفر بوده‌است.